# Larissa Kadotchnikova
Larissa Valentinovna Kadotchnikova (en russe : Лариса Валентиновна Кадочникова, ukrainien : Лариса Валентинівна Кадочникова), née le 30 août 1937 à Moscou en Union soviétique, est une actrice soviétique puis ukrainienne.

## Biographie
Elle est d'une famille d'artiste. Son père est le peintre Valentin Kadotchnikov et sa mère est l'actrice Nina Alissova. Son frère Vadim Alissov (ru) est cadreur. Elle entre dans la troupe d'Oleg Efremov en 1961.

## Filmographie
- 1960 : L'Aspirant Panine (Мичман Панин) de Mikhaïl Schweitzer : Josephine
- 1960 : Résurrection (Воскресение) de Mikhaïl Schweitzer : diaconesse
- 1965 : Les Chevaux de feu (Тени забытых предков) de Sergueï Paradjanov : Maritchka
- 1965 : Il est temps d'avancer (Время, вперёд!) de Mikhaïl Schweitzer : Katia
- 1965 : Une source pour les assoiffés (Родник для жаждущих) de Youri Illienko : Solomia
- 1971 : Les Commissaires (Комиссары) de Nikolaï Machtchenko : institutrice
- 1971 : L'Oiseau blanc marqué de noir (Белая птица с чёрной отметиной) de Youri Illienko : Dana
- 1975 : Au bout du monde (На край света) de Rodion Nakhapetov : médecin

## Récompenses et nominations
Prix national Taras-Chevtchenko en 1991 et Artiste du peuple d'Ukraine en 1992, Pectoral de Kiev en 1996.